# Autenticitet
Autenticitet (ægthed) dækker over fastlæggelse af originalitet og bekræftelse af samme, det vil sige at en påstand om identitet, ægthed af kunst eller sikkerheden af et computerprogram er sand og troværdig.
Fastlæggelse af autenticitet kaldes autentifikation.

## Metoder til autentifikation

### Identitet af en person
For at autentificere en persons identitet kan anvendes sammenligning af fotografier, øjenskanning, fingeraftryk og DNA-prøver, hvis disse er taget på et tidligere tidspunkt.

### Statistik og sociologiske undersøgelser
Statistiske registreringer og sociologiske undersøgelser er underkastet nogle normer for afprøvning af ægtheden.

### Kunstværker, bekræftelse af ægthed
Der kan blandt andet anvendes kulstofprøver til bestemmelse af et kunstværks alder, og i forbindelse med malerier kan der tages analyser af anvendte malinger, hvilket kan fastslå om den pågældende type maling anvendtes på tidspunktet for kunstnerens produktion.

### It-kommunikation
Begrebet er sammen med integritet, uafviselighed og fortrolighed vigtigt for at kunne have tillid til meddelelser eller kommunikation indenfor især følsomme områder.

### Kryptografi
Begreberne sandhed og ægthed bruges inden for kryptografi til at fastslå, om en bestemt meddelelse er fra den afsender, den påstår at være.
Sammenlign med integritet og autorisering.

### Musik
Autenticitet er også er et fagudtryk inden for musikvidenskab. Det bruges muligvis bredere om flere musikgenrer – dvs. kunstmusik, avantgarde, populærmusik – men denne beskrivelse forholder sig primært til anvendelsen inden for populærmusik og især til genren rock. Begrebet er et resultat af, at kunstmusik indtil ca. starten af 1900-tallet var fuldstændigt dominerende som seriøs musik. Herved skal forstås, at musikken indtil da enten blev legitimeret af Gud eller af autoriteter på det musikalske område (adel, musikinstitutioner mv.) og at de dårligere stillede samfundslag ikke havde adgang til denne musik, selvom de fik det i stigende grad med etableringen af en egentlig borgerklasse.
Med rockmusikkens udspring i 1960'erne fra sit meget blandede udgangspunkt i først og fremmest rock'n'roll, men også folk, jazz og en række mindre genrer, sker det at man begynder også at tage rock og de andre populærmusikalske genrer seriøst. Man begynder at anerkende at genrerne har en kunstnerisk/symbolsk/kulturel værdi. Dette sker blandt andet gennem anmeldelser af musikken i såvel musikmagasiner som i aviser. Med mere fagsproglige termer kan det udtrykkes at man prøver at legitimere musikkens æstetiske grundlag. Som afprøvning af om et stykke musik er æstetisk anvendes en bedømmelse af musikkens autenticitet. Denne er en meget sammensat størrelse, som handler om den enkeltes oplevelse af musikken i forhold til om:
- Musikken opleves at have referencer til noget oprindeligt. F.eks. til folke-musik, eller til nogle myter eller historier.
- Musikken opleves at være autentisk og ægte i sit udtryk. Dvs. om man tror på at musikeren videreformidler sine egne følelser både i selve kompositionen af musikken og ved en performance.
- Om musikken sætter noget sanseligt på spil og kan bidrage til at forvirre sanserne – man kunne måske sige om den rammer en og på den måde er ægte for den der lytter til musikken.

Alle disse træk vurderes i første omgang som værende karakteristisk for rock, og som manglende for pop. Rock og pop er de fuldstændige kontraster. Rock er autentisk (eller præget af autenticitet) og pop er udtryk for og underlagt de kommercielle kræfter. Siden starten af 80'erne er pop dog også gennemgået en æstetiseringsproces og udtrykket pop/rock bekræfter at det i dag er meget komplekst at vurdere musik ud fra autenticitets-begrebet. Ikke desto mindre finder begrebet anvendelse i den fortsatte dialog om vores oplevelse af musikken og om dens kunstneriske egenskaber.
| It | Spire Denne it-artikel er en spire som bør udbygges. Du er velkommen til at hjælpe Wikipedia ved at udvide den. |

| Sprog | Spire Denne artikel om sprog er en spire som bør udbygges. Du er velkommen til at hjælpe Wikipedia ved at udvide den. |

| Musik | Spire Denne musikartikel er en spire som bør udbygges. Du er velkommen til at hjælpe Wikipedia ved at udvide den. |